# Ниихау
Нииха́у (гав. Niʻihau [niʔiˈhɐw]) — седьмой по величине и наименьший обитаемый остров Гавайского архипелага. Площадь — 179,9 км². Известен также под названием «Запретный остров», поскольку с 1864 года находится в частной собственности и закрыт для посещения чужаков (исключая родственников собственников из семьи Робинсонов, правительственных чиновников, флота США и приглашённых гостей).

## География
Остров Ниихау расположен в 28 км к юго-западу от острова Кауаи, от которого его отделяет пролив Каулакахи. В 1,1 км к северу от Ниихау находится необитаемый островок Лехуа. Ниихау составляет около 30 км в длину и около 10 км в ширину.
Самая северная точка острова — мыс Камакалепо (Kamakalepo, 22°0′ с. ш.), самая Южная — мыс Кавайхоа (Kawaihoa, 21°46′ с. ш.). Протяжённость территории острова с севера на юг — 25 км. Самая западная точка — мыс Макахуэна (Makahūʻena, 160°14′ з. д.), самая восточная — мыс Каунуопоу (Kaunuopou, 160°3′ з. д.). Протяжённость суши с запада на восток — 20 км. Самая высокая точка — вулкан Паниау (Pānīʻau, 381 м).
Ниихау образовался около 4,9 млн лет назад и является в геологическом отношении более молодым, чем соседний остров Кауаи, который сформировался около 5 млн лет назад. Остров состоит из одного потухшего вулкана. На Ниихау расположено озеро Халулу, единственное озеро Гавайского архипелага.
Ниихау характеризуется относительно засушливым климатом, что объясняется тем, что остров лежит в дождевой тени Кауаи, а кроме того, на Ниихау нет достаточно высоких гор, которые могли бы захватывать осадки из пассатов. В результате, на острове довольно часты продолжительные засухи. Путешественник Джордж Ванкувер, посещавший Гавайские острова в 1792 году, пишет, что всё население Ниихау было вынуждено забросить остров и переселиться на Кауаи, чтобы избежать голода.

## История
До объединения Королевства Гавайи под властью Камехамеха I на Ниихау правили вожди алии (Aliʻi). Первым алии Ниихау был Кахелелани. Сегодня его имя используется для обозначения кахелеланиилаула (kahelelaniʻilaʻula) — используемых для изготовления изысканных украшений раковин морских улиток Leptothyra verruca. Каэокулани был правителем северного Ниихау, объединившим остров после победы над своим соперником, вождём Каваихоа. Каменная стена (Pāpōhaku) через четверть южной оконечности острова отмечала границы владений двух вождей: земля Каэо была отмечена черными камнями, а земля Каваихоа — белыми. В итоге произошла великая битва, известная как Пали-Камакауи. Два брата Каэо с острова Мауи, Каиана и его сводный брат Кахекили II, король Мауи, сражались за Каэо, и Ниихау был объединён под его властью. Каваихоа был изгнан на юг острова, а Каэо переехал править на середину острова. Каэо женился на королеве Камакахелеи, и в 1790 году у них родился Каумуалии, будущий король Ниихау и Кауаи. Коренные кауайцы и ниихауанцы говорят, что имеют «самые тесные кровные связи» на Гавайских островах.
К 1795 году Камехамеха удалось объединить все острова, кроме Кауаи и Ниихау. Две попытки покорить эти острова потерпели неудачу, и Камехамеха потерял много воинов, тела которых покрывали пляжи на восточных берегах Кауаи. Наконец в 1810 году Камехамеха снарядил большой флот, и Каумуалии, последний независимый алии, сдался на милость победителю, дабы не подвергаться риску дальнейшего кровопролития. Независимость снова стала возможной после смерти Камехамеха в 1819 году, но была подавлена, когда вдова Камехамеха, Каауману, похитила Каумуалии и вынудила его жениться на ней. После этого Ниихау оставался частью объединённого Королевства Гавайи.
В 1864 году Элизабет Макхатчинсон Синклер (1800—1892) купила у короля Камехамеха V остров Ниихау и часть острова Кауаи за 10.000 долларов золотом. Синклер предпочла Ниихау, а не Вайкики и Перл-Харбор. В 1876 году население Ниихау насчитывало 350 аборигенов и 20 тыс. овец. Эта эпоха ознаменовала упадок гавайского искусства плетения циновок, прославленного народом Ниихау. Макалоа (Cyperus laevigatus), местная осока, выращивалась на краях трёх пересыхающих озёр Ниихау. Стебли собирали и использовали для плетения моэна-макалоа (циновок), считавшихся «лучшими спальными ковриками в Полинезии». Циновки ценились как алии, так и иностранцами, но к концу XIX века производство макалоа прекратилось из-за изменений в населении, культуре, экономике и окружающей среде.
В 1915 году внук Синклер, Обри Робинсон, закрыл остров для большинства посетителей. Даже родственники островитян могли посещать его только по особому разрешению. По смерти Обри в 1939 году остров перешёл к его сыну Эйлмеру, а в 1968 году — к младшему брату Эйлмера, Лестеру. По смерти жены Лестера Хелен остров перешёл к его сыновьям — Брюсу и Киту Робинсонам, нынешним совладельцам.
7 декабря 1941 года Ниихау сыграл скромную роль во время нападения японцев на Перл-Харбор. В ходе так называемого инцидента Ниихау (или битвы при Ниихау) японский лётчик, чей «Зеро» потерпел крушение на острове, надеялся встретиться со спасательной подводной лодкой. Лётчик был задержан и позже сбежал при помощи местных японцев, но вскоре был убит.

## Население
По данным на 2009 год на острове постоянно проживают около 130 человек. Почти все они — этнические гавайцы и живут в крупнейшем населённом пункте острова — деревне Пууваи. Часть населения острова получает доходы, занимаясь рыболовством и земледелием, другая часть зависит от социальных пособий. На Ниихау нет телефонной связи, автомобилей и дорог с покрытием. В качестве транспорта используются только лошади и велосипеды. Солнечные батареи полностью обеспечивают население острова электричеством. Также, на Ниихау нет водопровода; вода поступает за счёт сбора дождевой воды. На острове нет отелей и магазинов; товары и продукты доставляются судами с Кауаи.
Родным языком населения острова является ниихауанский диалект гавайского, который немного отличается от современного литературного гавайского языка. На сегодняшний день Ниихау — единственный остров архипелага, основным языком населения которого является гавайский.
У некоторых жителей острова есть радиоприёмники и телевизоры, однако использование последних фактически ограничивается просмотром видеокассет и DVD-дисков из-за плохого покрытия территории. Иногда, во время сильных засух, население Ниихау полностью эвакуируют на Кауаи до первых осадков, которые способны наполнить местную систему водообеспечения. На Ниихау имеется школа, обеспечивающая полное 12-летнее образование. Как и другие здания острова, школа также полностью обеспечивается электроэнергией за счёт солнечных батарей. Количество учеников варьируется от 25 до 50, так как многие семьи живут часть времени на Кауаи. Кроме того, некоторые ученики с Ниихау постоянно обучаются в 2-х школах на острове Кауаи.